# Halticoptera corrusca
Halticoptera corrusca är en stekelart som först beskrevs av Johann Ludwig Christian Gravenhorst 1807.  Halticoptera corrusca ingår i släktet Halticoptera och familjen puppglanssteklar. Inga underarter finns listade i Catalogue of Life.